# Champelhs
Campels (en francès Champeix) és un municipi francès situat al departament del Puèi Domat i a la regió d'Alvèrnia-Roine-Alps. L'any 2007 tenia 1.284 habitants.

## Demografia

### Població
El 2007 la població de fet de Champeix era de 1.284 persones. Hi havia 579 famílies de les quals 203 eren unipersonals (92 homes vivint sols i 111 dones vivint soles), 161 parelles sense fills, 142 parelles amb fills i 73 famílies monoparentals amb fills.
La població ha evolucionat segons el següent gràfic:
Habitants censats

### Habitatges
El 2007 hi havia 815 habitatges, 592 eren l'habitatge principal de la família, 81 eren segones residències i 142 estaven desocupats. 570 eren cases i 242 eren apartaments. Dels 592 habitatges principals, 330 estaven ocupats pels seus propietaris, 238 estaven llogats i ocupats pels llogaters i 25 estaven cedits a títol gratuït; 11 tenien una cambra, 73 en tenien dues, 126 en tenien tres, 175 en tenien quatre i 208 en tenien cinc o més. 289 habitatges disposaven pel capbaix d'una plaça de pàrquing. A 271 habitatges hi havia un automòbil i a 222 n'hi havia dos o més.

### Piràmide de població
La piràmide de població per edats i sexe el 2009 era:
| Homes | Edats   | Dones |
| ----- | ------- | ----- |
| 0     | 95 o +  | 0     |
| 4     | 90 a 94 | 0     |
| 0     | 85 a 89 | 4     |
| 16    | 80 a 84 | 4     |
| 4     | 75 a 79 | 40    |
| 32    | 70 a 74 | 28    |
| 20    | 65 a 69 | 28    |
| 32    | 60 a 64 | 20    |
| 40    | 55 a 59 | 28    |
| 28    | 50 a 54 | 40    |
| 48    | 45 a 49 | 36    |
| 40    | 40 a 44 | 72    |
| 36    | 35 a 39 | 24    |
| 68    | 30 a 34 | 52    |
| 32    | 25 a 29 | 56    |
| 32    | 20 a 24 | 24    |
| 44    | 15 a 19 | 36    |
| 20    | 10 a 14 | 12    |
| 28    | 5 a 9   | 48    |
| 28    | 0 a 4   | 20    |

## Economia
El 2007 la població en edat de treballar era de 835 persones, 644 eren actives i 191 eren inactives. De les 644 persones actives 562 estaven ocupades (296 homes i 266 dones) i 82 estaven aturades (43 homes i 39 dones). De les 191 persones inactives 77 estaven jubilades, 56 estaven estudiant i 58 estaven classificades com a «altres inactius».

### Ingressos
El 2009 a Champeix hi havia 573 unitats fiscals que integraven 1.253,5 persones, la mediana anual d'ingressos fiscals per persona era de 16.315 €.

### Activitats econòmiques
Dels 79 establiments que hi havia el 2007, 5 eren d'empreses extractives, 2 d'empreses alimentàries, 1 d'una empresa de fabricació de material elèctric, 1 d'una empresa de fabricació d'altres productes industrials, 10 d'empreses de construcció, 17 d'empreses de comerç i reparació d'automòbils, 8 d'empreses de transport, 8 d'empreses d'hostatgeria i restauració, 1 d'una empresa d'informació i comunicació, 1 d'una empresa financera, 1 d'una empresa immobiliària, 2 d'empreses de serveis, 14 d'entitats de l'administració pública i 8 d'empreses classificades com a «altres activitats de serveis».
Dels 23 establiments de servei als particulars que hi havia el 2009, 1 era una oficina d'administració d'Hisenda pública, 1 gendarmeria, 1 oficina de correu, 1 una oficina bancària, 1 funerària, 1 taller d'inspecció tècnica de vehicles, 1 autoescola, 1 paleta, 1 guixaire pintor, 3 fusteries, 1 lampisteria, 1 electricista, 3 perruqueries, 4 restaurants, 1 agència immobiliària i 1 saló de bellesa.
Dels 9 establiments comercials que hi havia el 2009, 1 era un supermercat, 1 una botiga de menys de 120 m², 2 fleques, 1 una carnisseria, 1 una llibreria, 1 un drogueria i 2 floristeries.
L'any 2000 a Champeix hi havia 6 explotacions agrícoles.

## Equipaments sanitaris i escolars
El 2009 hi havia 2 farmàcies i 1 ambulància.
El 2009 hi havia 1 escola maternal i 1 escola elemental. Champeix disposava d'un col·legi d'educació secundària amb 329 alumnes.

## Poblacions més properes
El següent diagrama mostra les poblacions més properes.